# Lopholeucaspis japonica
Lopholeucaspis japonica är en insektsart som först beskrevs av Cockerell 1897.  Lopholeucaspis japonica ingår i släktet Lopholeucaspis och familjen pansarsköldlöss. Inga underarter finns listade i Catalogue of Life.